# Danh sách kênh Cartoon Network quốc tế
Kể từ khi phát sóng Cartoon Network và Boomerang, Turner Broadcasting System đã thiết lập các kênh quốc tế của cả hai mạng truyền hình này từ năm 1993.

### Lý lịch (Châu Âu,Trung Đông)
Cartoon Network châu Âu, một bộ phận của Cartoon Network tại châu Âu, đã được lên sóng vào ngày 17 tháng 9 năm 1993. Âm thanh lồng tiếng Tây Ban Nha,Thụy Điển, Đan Mạch, Pháp, Ý, và Na Uy đã được thêm vào năm 1994. Kênh Hà Lan của mạng đã được đưa ra vào năm 1997. Một thức ăn đưa ra vào năm 1998, được phát sóng tại Pháp, Ý và Tây Ban Nha. Các kênh châu Âu giữ được chiếu ở các phần khác của châu Âu. Kênh Ý của mạng giành độc lập sau đó vài tháng sau khi ra mắt của kênh Pháp, trong khi kênh Tây Ban Nha và Pháp đã chia kênh Ba Lan 1999.Kênh Ba Lan ra mắt một năm trước đó, vào năm 1998.
Năm 1999, kênh Anh của mạng lưới chính thức tách ra từ phiên bản châu Âu. Điều này tiếp sau khi kênh transponder tương tự chia sẻ trên Astra 1C trở nên tranh giành với VideoCrypt và phiên bản ngắn ngủi TNT đã được đưa ra.
Một kênh Bắc Âu đã được đưa ra vào năm 2000, phát sóng tại Thụy Điển, Na Uy, Đan Mạch và tiếng Anh. Điều này cũng đã trở thành có sẵn ở Iceland và Phần Lan.Cartoon Network Hà Lan đóng cửa vào năm 2001. Nó đã được thay thế bằng các kênh châu Âu vào năm 2001. Một ca khúc âm thanh Hà Lan đã đồng thời thêm. Một ca khúc âm thanh của Nga đã được bổ sung vào năm 2005; phụ đề Hy Lạp đã trở thành có sẵn cùng một năm. Các nhánh kênh Ba Lan thành riêng cho Romania và Hungary trong 2002.Kênh của Đức đưa ra là vào năm 2006. Một kênh Thổ Nhĩ Kỳ đã được bổ sung trong năm 2008.
Romania có kênh riêng của mình trong năm 2008, như một phần của miền Trung và Đông Âu. Trong năm 2009, các bản âm thanh Hungary từ kênh Ba Lan đã được chuyển đến kênh này. Slovakia và Cộng hòa Séc nhận kênh này trong Tiếng Anh.Bungary có phiên bản riêng của mình trong năm 2009, phát sóng ở cả Bulgaria và tiếng Anh.Các bản âm thanh của Nga đồng thời được chuyển đến kênh này. Các kênh Trung và Đông Âu đã phát sóng mạng 24 giờ một ngày kể từ năm 2014. Nga trước đây là đất nước duy nhất nhận được kênh 24 giờ.
Kênh tiếng Ả Rập của mạng tung ra trong năm 2010. Đây là EMEA duy nhất-bán trên thị trường không phát sóng bằng tiếng Anh. Các kênh Tây Ban Nha đóng cửa vào năm 2013, cùng với Cartoonito Tây Ban Nha. Thị trường này vẫn có thể xem Cartoon Network trên Boing, kênh Bồ Đào Nha châu Phi đã được đưa ra vào năm 2013 ở Angola và Mozambique. Nó đưa ra ở Bồ Đào Nha trong cùng một năm.
Tính đến năm 2015, các kênh châu Âu vẫn được phát sóng tại Hy Lạp; nó cũng là một trong bốn loại kênh có sẵn ở Trung Đông và châu Phi (những cái khác là tiếng Ả Rập, tiếng Pháp, tiếng Bồ Đào Nha và tiếng Bồ Đào Nha). châu Âu này chương trình phát sóng kênh bằng tiếng Anh, trong khi phụ đề tiếng Hy Lạp có sẵn. Tất cả các nước châu Âu khác có kênh địa phương của mình.

### Kênh
| (Những) Khu vực             | Ngày phát sóng                                                                   | (Những) Ngôn ngữ                                                         | Trụ sở                                                       |
| --------------------------- | -------------------------------------------------------------------------------- | ------------------------------------------------------------------------ | ------------------------------------------------------------ |
| Mỹ                          | 1/10/1992                                                                        | Tiếng Anh (tiếng Tây Ban Nha với SAP)                                    | Từ Atlanta, Georgia, Hoa Kỳ                                  |
| Trung Đông và Bắc Phi       | 17/9/1993 (như là một phần của Cartoon Network Âu; qua truyền hình thuê bao)     | Tiếng Anh                                                                | Từ Luân Đôn, Anh                                             |
| Trung Đông và Bắc Phi       | 10/10/2010 (như là một kênh đồng thời độc lập; qua truyền hình free-to-air)      | Ả Rập                                                                    | Từ Luân Đôn, Anh                                             |
| Trung Đông và Bắc Phi       | 01/4/2016 (một kênh truyền hình Tiếng Hindi qua thuê bao)                        | Tiếng Hindi                                                              | Từ Luân Đôn, Anh                                             |
| Châu Âu,Trung Đông,Châu Phi | 17/9/1993                                                                        | Tiếng Anh, phụ đề tiếng Hy Lạp có sẵn                                    | Từ Luân Đôn, Anh                                             |
| Argentina                   | 30/4/1993 (là một phần của kênh Mỹ Latin)                                        | Tiếng Tây Ban Nha, Tiếng Anh (được phiên dịch liên tục)                  | Từ Buenos Aires, Argentina                                   |
| Argentina                   | 2002 (là 1 kênh độc lập)                                                         | Tiếng Tây Ban Nha, Tiếng Anh (được phiên dịch liên tục)                  | Từ Buenos Aires, Argentina                                   |
| Úc, Niu Di-lân              | 3/10/1995                                                                        | Tiếng Anh                                                                | Từ Sydney, Úc                                                |
| Brazil                      | 30/4/1993 (là một phần của kênh Mỹ Latin)                                        | Tiếng Bồ Đào Nha Brazil, Tiếng Anh (được phiên dịch liên tục)            | Từ Atlanta, Georgia, Hoa Kỳ                                  |
| Brazil                      | 10/1996 (là 1 kênh độc lập)                                                      | Tiếng Bồ Đào Nha Brazil, Tiếng Anh (được phiên dịch liên tục)            | Từ Atlanta, Georgia, Hoa Kỳ                                  |
| Canada                      | 4/7/2012                                                                         | Tiếng Anh                                                                | Từ Toronto,Ontario,Canada                                    |
| Trung Âu và Đông Âu         | 30/9/2002                                                                        | Tiếng Romanian, Tiếng Hungary, Tiếng Anh                                 | Từ Luân Đôn, Anh                                             |
| Trung Quốc                  | 10/2011 (dưới dạng trang web, kênh truyền hình không có sẵn)                     | Quan thoại                                                               | Từ Bắc Kinh, Trung Quốc                                      |
| Chile                       | 30/4/1993 (là một phần kênh của Mỹ Latin)                                        | Tiếng Latin Tây Ban Nha, Tiếng Anh\ (được phiên dịch liên tục)           | Từ Buenos Aires, Argentina                                   |
| Chile                       | 1/6/2015 (là 1 kênh độc lập)                                                     | Tiếng Latin Tây Ban Nha, Tiếng Anh\ (được phiên dịch liên tục)           | Từ Buenos Aires, Argentina                                   |
| Colombia                    | 30/4/1993 (là một phần kênh của Mỹ Latin)                                        | Tiếng Latin Tây Ban Nha, Tiếng Anh\ (được phiên dịch liên tục)           | Từ Luân Đôn, Anh                                             |
| Colombia                    | 1/6/2015 (là 1 kênh độc lập)                                                     | Tiếng Latin Tây Ban Nha, Tiếng Anh\ (được phiên dịch liên tục)           | Từ Luân Đôn, Anh                                             |
| Pháp                        | 17/9/1993 (là 1 phần của Cartoon Network Châu Âu)                                | Tiếng Pháp, Tiếng Anh                                                    | Từ Luân Đôn, Anh                                             |
| Pháp                        | 23/9/1999 (là 1 kênh độc lập)                                                    | Tiếng Pháp, Tiếng Anh                                                    | Từ Luân Đôn, Anh                                             |
| Đức                         | 17/9/1993 (là 1 phần của Cartoon Network Châu Âu)                                | Tiếng Đức, Tiếng Anh                                                     | Từ Luân Đôn, Anh                                             |
| Đức                         | 03/9/2005 (là 1 kênh độc lập)                                                    | Tiếng Đức, Tiếng Anh                                                     | Từ Luân Đôn, Anh                                             |
| Ấn Độ                       | 1/5/1995                                                                         | Tiếng Hindi, Tamil, Telugu và Tiếng Anh                                  | Từ Mumbai, Maharashtra, India                                |
| Israel                      | 2011                                                                             | Tiếng Hebrew                                                             | Phát sóng như là một phần nội dung trên kênh Arutz HaYeladim |
| Ý                           | 17/9/1993 (là 1 phần của Cartoon Network Châu Âu)                                | Tiếng Ý và Tiếng Anh                                                     | Từ Luân Đôn, Anh                                             |
| Ý                           | 31/7/1996 (là 1 kênh độc lập)                                                    | Tiếng Ý và Tiếng Anh                                                     | Từ Luân Đôn, Anh                                             |
| Nhật Bản                    | 1/9/1997                                                                         | Tiếng Nhật và Tiếng Anh                                                  | Từ Tokyo, Nhật Bản                                           |
| Mỹ Latin                    | 30/4/1993                                                                        | Tiếng Tây Ban Nha, Tiếng Anh                                             | Từ Buenos Aires, Argentina                                   |
| Mê-hi-cô                    | 30/4/1993 (là 1 phần của kênh Mỹ Latin)                                          | Tiếng Tây Ban Nha, Tiếng Anh                                             | Từ Atlanta,Georgia,Hoa Kỳ                                    |
| Mê-hi-cô                    | 1999 (là 1 kênh độc lập)                                                         | Tiếng Tây Ban Nha, Tiếng Anh                                             | Từ Atlanta,Georgia,Hoa Kỳ                                    |
| Hà Lan                      | 17/9/1993 (là 1 phần của Cartoon Network Châu Âu)                                | Tiếng Hà Lan, Tiếng Anh                                                  | Từ Luân Đôn,Tiếng Anh                                        |
| Hà Lan                      | 12/7/1997 (là 1 kênh độc lập)                                                    | Tiếng Hà Lan, Tiếng Anh                                                  | Từ Luân Đôn,Tiếng Anh                                        |
| Bắc Âu                      | 17/9/1993 (là 1 phần của Cartoon Network Châu Âu)                                | Tiếng Đan Mạch, Tiếng Na Uy, Tiếng Thụy Sĩ, Tiếng Anh                    | Từ Luân Đôn,Tiếng Anh                                        |
| Bắc Âu                      | 1/1/2000 (là 1 kênh độc lập)                                                     | Tiếng Đan Mạch, Tiếng Na Uy, Tiếng Thụy Sĩ, Tiếng Anh                    | Từ Luân Đôn,Tiếng Anh                                        |
| Pakistan                    | 2/4/2004                                                                         | Tiếng Hindi, Tiếng Anh                                                   | Từ Karachi, Pakistan                                         |
| Philippines                 | 6/6/1995 (trước thời điểm này là một phần của kênh Cartoon Network Đông Nam Á)   | Tiếng Anh                                                                | Từ Tokyo, Nhật Bản và Bắc Kinh, Trung Quốc                   |
| Ba Lan                      | 1/9/1998                                                                         | Tiếng Ba Lan, Tiếng Anh                                                  | Từ Luân Đôn, Anh                                             |
| Bồ Đào Nha                  | 17/9/1993 (là 1 phần của Cartoon Network Châu Âu)                                | Tiếng Bồ Đào Nha (Châu Âu), Tiếng Anh                                    | Từ Luân Đôn, Anh                                             |
| Bồ Đào Nha                  | 3/12/2013 (là 1 kênh độc lập)                                                    | Tiếng Bồ Đào Nha (Châu Âu), Tiếng Anh                                    | Từ Luân Đôn, Anh                                             |
| Nga và Đông Nam Âu          | 1/4/2005 (là 1 phần của Cartoon Network Châu Âu, không ở Bun-ga-ri)              | Tiếng Bun-ga-ri,Tiếng Nga và Tiếng Anh                                   | Từ Luân Đôn, Anh                                             |
| Nga và Đông Nam Âu          | 1/10/2009 (là 1 kênh độc lập)                                                    | Tiếng Bun-ga-ri,Tiếng Nga và Tiếng Anh                                   | Từ Luân Đôn, Anh                                             |
| Hàn Quốc                    | 11/11/2006 (trước thời điểm này là một phần của kênh Cartoon Network Đông Nam Á) | Tiếng Hàn Quốc                                                           | Từ Seoul, Hàn Quốc                                           |
| Đông Nam Á                  | 6/10/1994                                                                        | Tiếng Anh, Tiếng Thái, Tiếng Quan thoại, Tiếng Indonesia, Tiếng Malaysia | Từ Hồng Công và Bắc Kinh, Trung Quốc                         |
| Tây Ban Nha                 | 17/9/1993 (là 1 phần của Cartoon Network Châu Âu)                                | Tiếng Tây Ban Nha Castilian, Tiếng Anh                                   | Từ Luân Đôn, Anh                                             |
| Tây Ban Nha                 | 23/8/1999 (là 1 kênh độc lập)                                                    | Tiếng Tây Ban Nha Castilian, Tiếng Anh                                   | Từ Luân Đôn, Anh                                             |
| Tây Ban Nha                 | 1/7/2013 (là 1 phần của Boing)                                                   | Tiếng Tây Ban Nha Castilian, Tiếng Anh                                   | Từ Luân Đôn, Anh                                             |
| Đài Loan                    | 1/1/1995                                                                         | Tiếng Quan thoại, Tiếng Anh                                              | Từ Hồng Công và Bắc Kinh, Trung Quốc                         |
| Thổ Nhĩ Kỳ                  | 28/1/2008                                                                        | Tiếng Thổ Nhĩ Kỳ, Tiếng Anh                                              | Từ Luân Đôn, Anh                                             |
| Vương Quốc Anh và Ai-len    | 17/9/1993                                                                        | Tiếng Anh                                                                | Từ Luân Đôn, Anh                                             |
| Việt Nam                    | 4/2014 (là 1 phần của Cartoon Network Đông Nam Á, được phiên dịch)               | Tiếng Việt, Tiếng Anh                                                    | Từ Hồng Công, Trung Quốc và Hà Nội, Việt Nam                 |

## Boomerang
| (Những) Khu vực | (Những) Khu vực | (Những) Khu vực | (Những) Khu vực | (Những) Khu vực | (Những) Khu vực | (Những) Khu vực | Ngày hoạt động                                            | Ngày hoạt động                                            | Ngày hoạt động                                            | Ngày hoạt động                                            | Ngày hoạt động                                            | Ngày hoạt động                                            | Ngày hoạt động                                            | Ngày hoạt động                                            | Ngày hoạt động                                            | Ngày hoạt động                                            | Ngày hoạt động                                            | Ngày hoạt động                                            | Ngày hoạt động                                            | Ngày hoạt động                                            | (Những) Ngôn ngữ                      | (Những) Ngôn ngữ                      | (Những) Ngôn ngữ                      | (Những) Ngôn ngữ                      | (Những) Ngôn ngữ                      | (Những) Ngôn ngữ                      | (Những) Ngôn ngữ                      | (Những) Ngôn ngữ                      | (Những) Ngôn ngữ                      | (Những) Ngôn ngữ                      | (Những) Ngôn ngữ                      | Trụ sở                      | Trụ sở                      | Trụ sở                      | Trụ sở                      | Trụ sở                      | Trụ sở                      | Trụ sở                      | Trụ sở                      |
| --------------- | --------------- | --------------- | --------------- | --------------- | --------------- | --------------- | --------------------------------------------------------- | --------------------------------------------------------- | --------------------------------------------------------- | --------------------------------------------------------- | --------------------------------------------------------- | --------------------------------------------------------- | --------------------------------------------------------- | --------------------------------------------------------- | --------------------------------------------------------- | --------------------------------------------------------- | --------------------------------------------------------- | --------------------------------------------------------- | --------------------------------------------------------- | --------------------------------------------------------- | ------------------------------------- | ------------------------------------- | ------------------------------------- | ------------------------------------- | ------------------------------------- | ------------------------------------- | ------------------------------------- | ------------------------------------- | ------------------------------------- | ------------------------------------- | ------------------------------------- | --------------------------- | --------------------------- | --------------------------- | --------------------------- | --------------------------- | --------------------------- | --------------------------- | --------------------------- |
| Hoa Kỳ          | Hoa Kỳ          | Hoa Kỳ          | Hoa Kỳ          | Hoa Kỳ          | Hoa Kỳ          | Hoa Kỳ          | 8/12/1992 (hợp nhất với Cartoon Network); 1/4/2000 (kênh) | 8/12/1992 (hợp nhất với Cartoon Network); 1/4/2000 (kênh) | 8/12/1992 (hợp nhất với Cartoon Network); 1/4/2000 (kênh) | 8/12/1992 (hợp nhất với Cartoon Network); 1/4/2000 (kênh) | 8/12/1992 (hợp nhất với Cartoon Network); 1/4/2000 (kênh) | 8/12/1992 (hợp nhất với Cartoon Network); 1/4/2000 (kênh) | 8/12/1992 (hợp nhất với Cartoon Network); 1/4/2000 (kênh) | 8/12/1992 (hợp nhất với Cartoon Network); 1/4/2000 (kênh) | 8/12/1992 (hợp nhất với Cartoon Network); 1/4/2000 (kênh) | 8/12/1992 (hợp nhất với Cartoon Network); 1/4/2000 (kênh) | 8/12/1992 (hợp nhất với Cartoon Network); 1/4/2000 (kênh) | 8/12/1992 (hợp nhất với Cartoon Network); 1/4/2000 (kênh) | 8/12/1992 (hợp nhất với Cartoon Network); 1/4/2000 (kênh) | 8/12/1992 (hợp nhất với Cartoon Network); 1/4/2000 (kênh) | Tiếng Anh (Tiếng Tây Ban Nha với SAP) | Tiếng Anh (Tiếng Tây Ban Nha với SAP) | Tiếng Anh (Tiếng Tây Ban Nha với SAP) | Tiếng Anh (Tiếng Tây Ban Nha với SAP) | Tiếng Anh (Tiếng Tây Ban Nha với SAP) | Tiếng Anh (Tiếng Tây Ban Nha với SAP) | Tiếng Anh (Tiếng Tây Ban Nha với SAP) | Tiếng Anh (Tiếng Tây Ban Nha với SAP) | Tiếng Anh (Tiếng Tây Ban Nha với SAP) | Tiếng Anh (Tiếng Tây Ban Nha với SAP) | Tiếng Anh (Tiếng Tây Ban Nha với SAP) | Từ Atlanta, Georgia, Hoa Kỳ | Từ Atlanta, Georgia, Hoa Kỳ | Từ Atlanta, Georgia, Hoa Kỳ | Từ Atlanta, Georgia, Hoa Kỳ | Từ Atlanta, Georgia, Hoa Kỳ | Từ Atlanta, Georgia, Hoa Kỳ | Từ Atlanta, Georgia, Hoa Kỳ | Từ Atlanta, Georgia, Hoa Kỳ |
| Úc              |                 |                 |                 |                 |                 |                 |                                                           |                                                           |                                                           |                                                           |                                                           |                                                           |                                                           |                                                           |                                                           |                                                           |                                                           |                                                           |                                                           |                                                           |                                       |                                       |                                       |                                       |                                       |                                       |                                       |                                       |                                       |                                       |                                       |                             |                             |                             |                             |                             |                             |                             |                             |
|                 |                 |                 |                 |                 |                 |                 |                                                           |                                                           |                                                           |                                                           |                                                           |                                                           |                                                           |                                                           |                                                           |                                                           |                                                           |                                                           |                                                           |                                                           |                                       |                                       |                                       |                                       |                                       |                                       |                                       |                                       |                                       |                                       |                                       |                             |                             |                             |                             |                             |                             |                             |                             |
|                 |                 |                 |                 |                 |                 |                 |                                                           |                                                           |                                                           |                                                           |                                                           |                                                           |                                                           |                                                           |                                                           |                                                           |                                                           |                                                           |                                                           |                                                           |                                       |                                       |                                       |                                       |                                       |                                       |                                       |                                       |                                       |                                       |                                       |                             |                             |                             |                             |                             |                             |                             |                             |
|                 |                 |                 |                 |                 |                 |                 |                                                           |                                                           |                                                           |                                                           |                                                           |                                                           |                                                           |                                                           |                                                           |                                                           |                                                           |                                                           |                                                           |                                                           |                                       |                                       |                                       |                                       |                                       |                                       |                                       |                                       |                                       |                                       |                                       |                             |                             |                             |                             |                             |                             |                             |                             |
|                 |                 |                 |                 |                 |                 |                 |                                                           |                                                           |                                                           |                                                           |                                                           |                                                           |                                                           |                                                           |                                                           |                                                           |                                                           |                                                           |                                                           |                                                           |                                       |                                       |                                       |                                       |                                       |                                       |                                       |                                       |                                       |                                       |                                       |                             |                             |                             |                             |                             |                             |                             |                             |
|                 |                 |                 |                 |                 |                 |                 |                                                           |                                                           |                                                           |                                                           |                                                           |                                                           |                                                           |                                                           |                                                           |                                                           |                                                           |                                                           |                                                           |                                                           |                                       |                                       |                                       |                                       |                                       |                                       |                                       |                                       |                                       |                                       |                                       |                             |                             |                             |                             |                             |                             |                             |                             |
|                 |                 |                 |                 |                 |                 |                 |                                                           |                                                           |                                                           |                                                           |                                                           |                                                           |                                                           |                                                           |                                                           |                                                           |                                                           |                                                           |                                                           |                                                           |                                       |                                       |                                       |                                       |                                       |                                       |                                       |                                       |                                       |                                       |                                       |                             |                             |                             |                             |                             |                             |                             |                             |
|                 |                 |                 |                 |                 |                 |                 |                                                           |                                                           |                                                           |                                                           |                                                           |                                                           |                                                           |                                                           |                                                           |                                                           |                                                           |                                                           |                                                           |                                                           |                                       |                                       |                                       |                                       |                                       |                                       |                                       |                                       |                                       |                                       |                                       |                             |                             |                             |                             |                             |                             |                             |                             |
|                 |                 |                 |                 |                 |                 |                 |                                                           |                                                           |                                                           |                                                           |                                                           |                                                           |                                                           |                                                           |                                                           |                                                           |                                                           |                                                           |                                                           |                                                           |                                       |                                       |                                       |                                       |                                       |                                       |                                       |                                       |                                       |                                       |                                       |                             |                             |                             |                             |                             |                             |                             |                             |
|                 |                 |                 |                 |                 |                 |                 |                                                           |                                                           |                                                           |                                                           |                                                           |                                                           |                                                           |                                                           |                                                           |                                                           |                                                           |                                                           |                                                           |                                                           |                                       |                                       |                                       |                                       |                                       |                                       |                                       |                                       |                                       |                                       |                                       |                             |                             |                             |                             |                             |                             |                             |                             |
|                 |                 |                 |                 |                 |                 |                 |                                                           |                                                           |                                                           |                                                           |                                                           |                                                           |                                                           |                                                           |                                                           |                                                           |                                                           |                                                           |                                                           |                                                           |                                       |                                       |                                       |                                       |                                       |                                       |                                       |                                       |                                       |                                       |                                       |                             |                             |                             |                             |                             |                             |                             |                             |
|                 |                 |                 |                 |                 |                 |                 |                                                           |                                                           |                                                           |                                                           |                                                           |                                                           |                                                           |                                                           |                                                           |                                                           |                                                           |                                                           |                                                           |                                                           |                                       |                                       |                                       |                                       |                                       |                                       |                                       |                                       |                                       |                                       |                                       |                             |                             |                             |                             |                             |                             |                             |                             |
|                 |                 |                 |                 |                 |                 |                 |                                                           |                                                           |                                                           |                                                           |                                                           |                                                           |                                                           |                                                           |                                                           |                                                           |                                                           |                                                           |                                                           |                                                           |                                       |                                       |                                       |                                       |                                       |                                       |                                       |                                       |                                       |                                       |                                       |                             |                             |                             |                             |                             |                             |                             |                             |
|                 |                 |                 |                 |                 |                 |                 |                                                           |                                                           |                                                           |                                                           |                                                           |                                                           |                                                           |                                                           |                                                           |                                                           |                                                           |                                                           |                                                           |                                                           |                                       |                                       |                                       |                                       |                                       |                                       |                                       |                                       |                                       |                                       |                                       |                             |                             |                             |                             |                             |                             |                             |                             |
|                 |                 |                 |                 |                 |                 |                 |                                                           |                                                           |                                                           |                                                           |                                                           |                                                           |                                                           |                                                           |                                                           |                                                           |                                                           |                                                           |                                                           |                                                           |                                       |                                       |                                       |                                       |                                       |                                       |                                       |                                       |                                       |                                       |                                       |                             |                             |                             |                             |                             |                             |                             |                             |
|                 |                 |                 |                 |                 |                 |                 |                                                           |                                                           |                                                           |                                                           |                                                           |                                                           |                                                           |                                                           |                                                           |                                                           |                                                           |                                                           |                                                           |                                                           |                                       |                                       |                                       |                                       |                                       |                                       |                                       |                                       |                                       |                                       |                                       |                             |                             |                             |                             |                             |                             |                             |                             |
|                 |                 |                 |                 |                 |                 |                 |                                                           |                                                           |                                                           |                                                           |                                                           |                                                           |                                                           |                                                           |                                                           |                                                           |                                                           |                                                           |                                                           |                                                           |                                       |                                       |                                       |                                       |                                       |                                       |                                       |                                       |                                       |                                       |                                       |                             |                             |                             |                             |                             |                             |                             |                             |
|                 |                 |                 |                 |                 |                 |                 |                                                           |                                                           |                                                           |                                                           |                                                           |                                                           |                                                           |                                                           |                                                           |                                                           |                                                           |                                                           |                                                           |                                                           |                                       |                                       |                                       |                                       |                                       |                                       |                                       |                                       |                                       |                                       |                                       |                             |                             |                             |                             |                             |                             |                             |                             |
|                 |                 |                 |                 |                 |                 |                 |                                                           |                                                           |                                                           |                                                           |                                                           |                                                           |                                                           |                                                           |                                                           |                                                           |                                                           |                                                           |                                                           |                                                           |                                       |                                       |                                       |                                       |                                       |                                       |                                       |                                       |                                       |                                       |                                       |                             |                             |                             |                             |                             |                             |                             |                             |